# Komisariat Straży Celnej „Miechów”

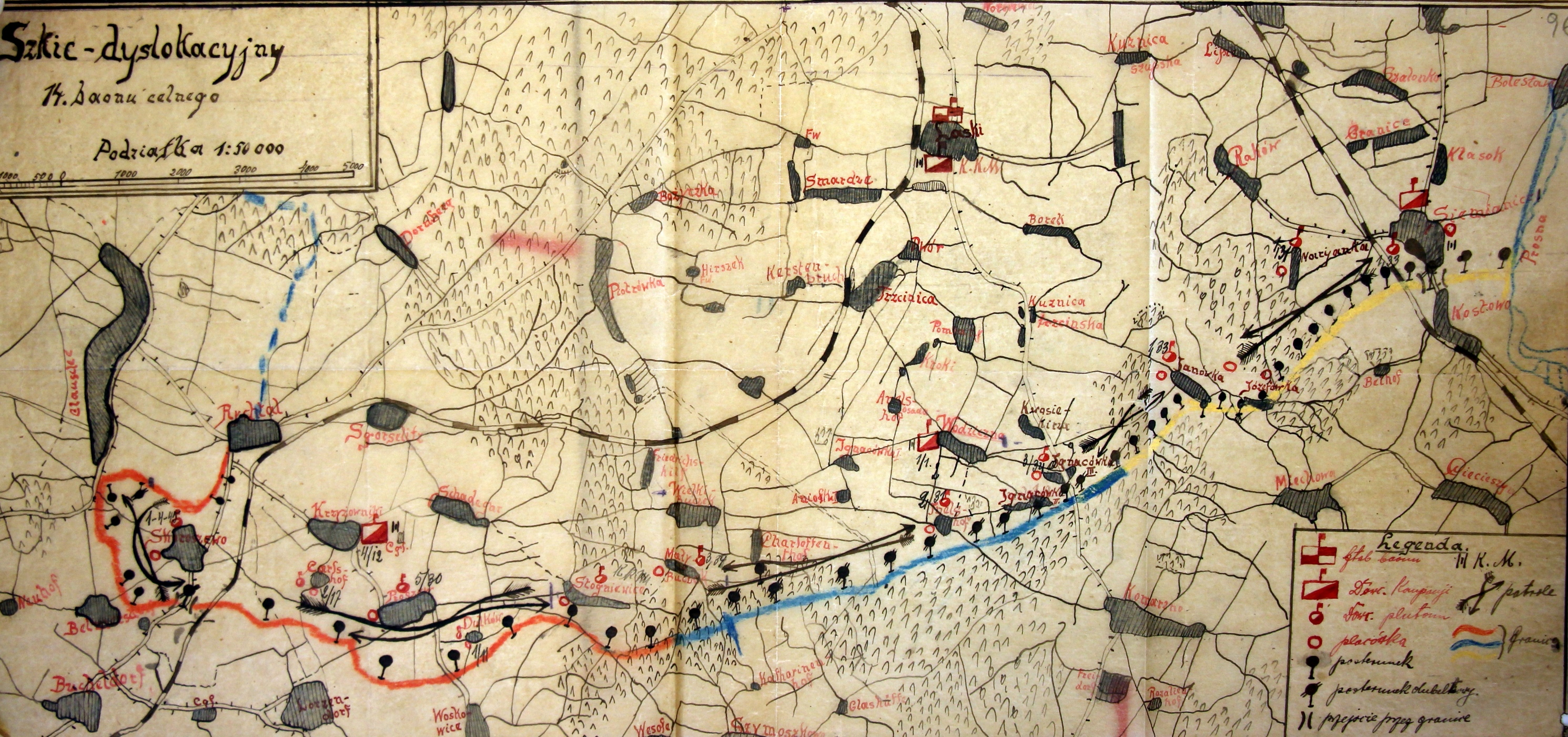
Rozmieszczenie 14 batalionu celnego

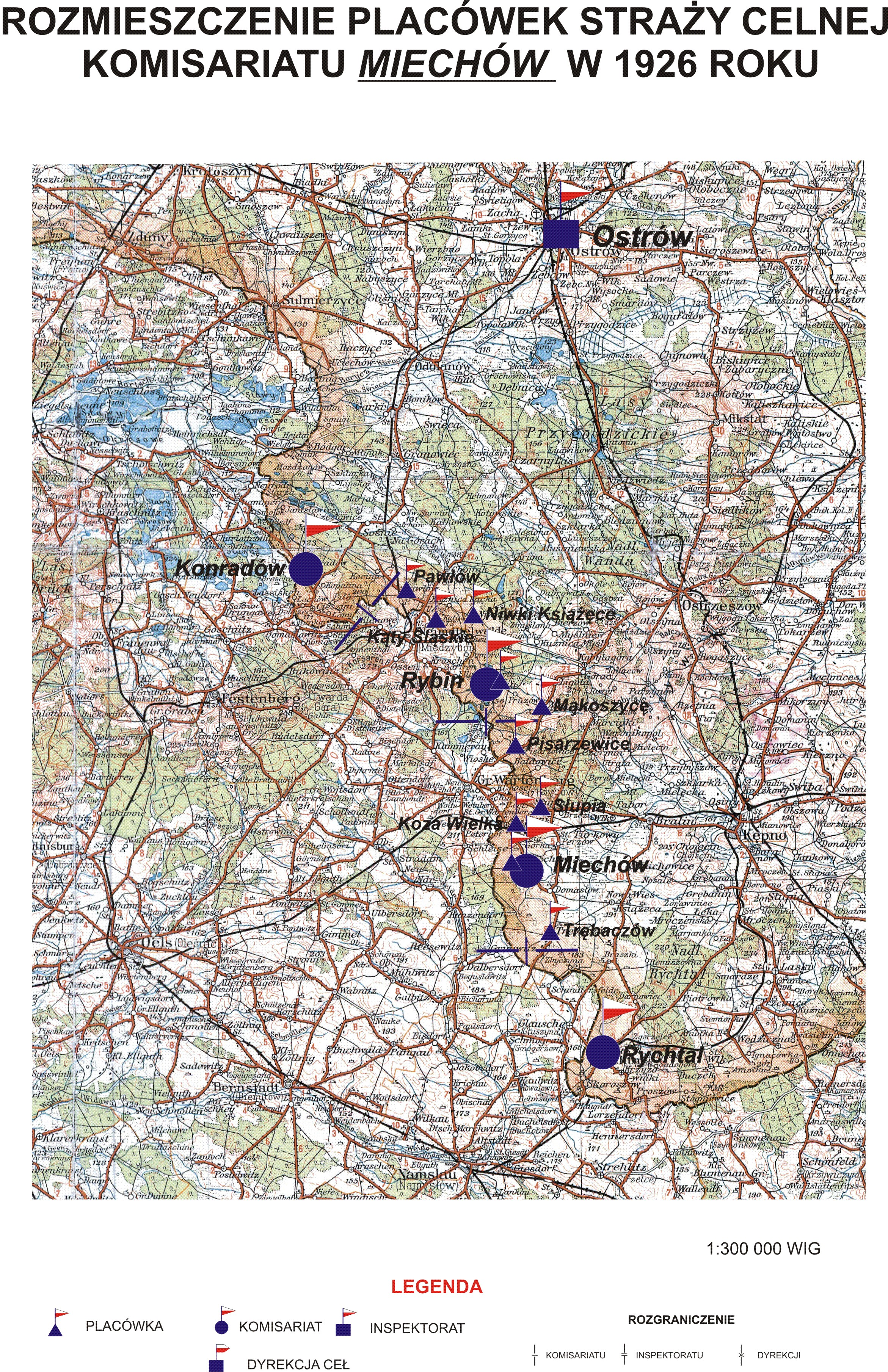
Rozmieszczenie placówek Straży Celnej Komisariatu Miechów w 1926 r.

Komisariat Straży Celnej „Miechów” – jednostka organizacyjna Straży Celnej pełniąca służbę ochronną na granicy polsko-niemieckiej w latach 1921–1928.

## Formowanie i zmiany organizacyjne
Na wniosek Ministerstwa Skarbu, uchwałą z 10 marca 1920 roku, powołano do życia Straż Celną. Od połowy 1921 roku jednostki Straży Celnej rozpoczęły przejmowanie odcinków granicy od pododdziałów Batalionów Celnych. W 1921 roku w Słupi pod Bralinem stacjonował sztab 1 kompanii 14 batalionu celnego. Kompania wystawiała między innymi placówkę w Miechowie. Proces tworzenia Straży Celnej trwał do końca 1922 roku. Komisariat Straży Celnej „Miechów”, wraz ze swoimi placówkami granicznymi, wszedł w podporządkowanie Inspektoratu Straży Celnej „Ostrów”.
Z dniem 23 października 1921 roku, na terenie powiatu kępińskiego, od 14 batalionu celnego ochronę granicy państwowej przejęła Straż Celna. Nowo powstały komisariat SC „Miechów” zorganizował placówki w miejscowościach: Słupia, Koza Wielka, Miechów, Domasłów, Tręczor, Zbyczyna, Drożki, Darnowiec. W listopadzie 1922 roku nastąpiła reorganizacja komisariatu SC „Miechów”. Placówki SC „Drożki” i „Darnowiec” odeszły do nowo utworzonego komisariatu SC „Rychtal”. Do komisariatu „Miechów” dołączono placówki „Pisarzowice” i „Bałdowice” z komisariatu SC „Niwki Ksiażęce”. W 1925 roku z powodu redukcji personalnych zlikwidowano placówki w Zbyczynie, Bałdowicach i Domasłowie.
Rozkazem organizacyjnym nr 2/28 z 7 lipca 1928 zlikwidowano komisariat SC „Rybin”, a jego placówki „Kąty Ślaskie” i „Rybin” przekazano do komisariatu SG „Bralin”, a w zasadzie do podkomisariatu „Kobylagóra”.

## Służba graniczna
Sąsiednie komisariaty
- komisariat Straży Celnej „Rybin”  ⇔ komisariat Straży Celnej „Rychtal” − 1926

## Kierownicy komisariatu Straży Celnej
| stopień     | imię i nazwisko     | okres pełnienia służby | kolejne stanowisko                    |
| ----------- | ------------------- | ---------------------- | ------------------------------------- |
| komisarz    | Andrzej Pokrywka    | 1921–1 VII 1926        | do komisariatu „Rychtal”              |
| podkomisarz | Stanisław Mazur     | 1 VII 1926–4 IX 1927   | do CSSC w Górze Kalwarii              |
| komisarz    | Antoni Wierzchorski | 4 IX 1927-26 I 1928    |                                       |
| przodownik  | Leon Dejna          | 26 I 1928 -8 I 1929    | kierownik podkomisariatu „Kobylagóra” |

## Struktura organizacyjna
Struktura organizacyjna komisariatu w początkowym okresie
- placówka Straży Celnej „Słupia”
- placówka Straży Celnej „Koza Wielka”
- placówka Straży Celnej „Miechów”
- placówka Straży Celnej „Domasłów”
- placówka Straży Celnej „Tręczor”
- placówka Straży Celnej „Zbyczyna”
- placówka Straży Celnej „Drożki”
- placówka Straży Celnej „Darnowiec”

Organizacja komisariatu w 1926 roku:
- komenda – Miechów
- placówka Straży Celnej „Trębaczów”
- placówka Straży Celnej „Miechów”
- placówka Straży Celnej „Koza Wielka”[a]
- placówka Straży Celnej „Słupia”
- placówka Straży Celnej „Pisarzowice”
- Urząd Celny „Kolno” (konwojenci)